# Collegio di Kingston upon Hull East
Kingston upon Hull East (chiamato anche solo Hull East) è un collegio elettorale inglese della Camera dei comuni del Parlamento del Regno Unito, situato nell'Humberside, nella regione dello Yorkshire e Humber. Elegge un membro del Parlamento con il sistema maggioritario a turno unico. Il rappresentante del collegio dal 2010 è il laburista Karl Turner.

## Estensione

Kingston upon Hull East dal 2010 al 2024

- 1885-1918: i ward del Municipal Borough of Kingston-upon-Hull di Alexandra, Beverley, Drypool e Sutton, e parte del ward Central.
- 1918-1950: i ward del County Borough of Kingston-upon-Hull di Alexandra, Drypool e Southcoates.
- 1950-1955: i ward del County Borough of Kingston-upon-Hull di Alexandra, Drypool, Marfleet, Southcoates, Stoneferry e Sutton.
- 1955-1974: i ward del County Borough of Kingston-upon-Hull di Alexandra, Drypool, East Central, Marfleet, Myton, Southcoates, Stoneferry e Sutton.
- 1974-1983: i ward del County Borough of Kingston-upon-Hull di Bransholme, Drypool, Greatfield, Holderness, Longhill, Marfleet, Stoneferry e Sutton.
- 1983-2010: i ward della Città di Hull di Drypool, Holderness, Ings, Longhill, Marfleet, Southcoates e Sutton.
- 2010-2024: i ward della Città di Hull di Drypool, Holderness, Ings, Longhill, Marfleet, Southcoates East, Southcoates West e Sutton.
- dal 2024: i ward della Città di Kingston upon Hull di Drypool; Holderness; Ings; Longhill and Bilton Grange; Marfleet; North Carr; Southcoates e Sutton.[1]

## Profilo
Il collegio di Hull East è un seggio sicuro per il Partito Laburista e copre la parte di Kingston upon Hull che si trova ad est del fiume Hull, ad esclusione della part di Bransholme che si trova nel collegio di Kingston upon Hull North. Il collegio, diviso dalla Holderness Road, può essere diviso in due parti molto diverse tra loro: comprende l'area residenziale e sviluppata di Victoria Docks, che si trova nei villaggi di Sutton, Garden e nei quartieri a nord di East Park. Lontano dai prestigiosi quartieri e dalle abitazioni della classe media, nell'area meridionale del collegio è prevalente l'edilizia sociale, che un consistente numero di persone non occupate o sotto-occupate, principalmente nelle aree dei porti e industriali.

## Membri del Parlamento
| Elezione | Elezione      | Deputato           | Partito      |
| -------- | ------------- | ------------------ | ------------ |
|          | 1885          | William Saunders   | Liberale     |
|          | 1886          | Frederick Grotrian | Conservatore |
|          | 1892          | Clarence Smith     | Liberale     |
|          | 1895          | Joseph Firbank     | Conservatore |
|          | 1906          | Thomas Ferens      | Liberale     |
|          | 1918          | Charles Murchison  | Conservatore |
| 1922     | Roger Lumley  |                    | Conservatore |
|          | 1929          | George Muff        | Laburista    |
|          | 1931          | John Nation        | Conservatore |
|          | 1935          | George Muff        | Laburista    |
| 1945     | Harry Pursey  |                    | Laburista    |
| 1970     | John Prescott |                    | Laburista    |
| 2010     | Karl Turner   |                    | Laburista    |

## Risultati elettorali

### Elezioni negli anni 2020
| Partito                    | Partito                                | Candidato                  | Risultati 4 luglio 2024 | Risultati 4 luglio 2024 |
| Partito                    | Partito                                | Candidato                  | Voti                    | %                       |
| -------------------------- | -------------------------------------- | -------------------------- | ----------------------- | ----------------------- |
|                            | Laburista                              | Karl Turner                | 13 047                  | 43,76                   |
|                            | Reform UK                              | Neil Hunter                | 9 127                   | 30,61                   |
|                            | Lib Dem                                | Bob Morgan                 | 3 252                   | 10,91                   |
|                            | Conservatore                           | Kieran Persand             | 2 715                   | 9,11                    |
|                            | Verdi                                  | Julia Brown                | 1 675                   | 5,62                    |
|                            |                                        |                            |                         |                         |
| Iscritti                   | Iscritti                               | Iscritti                   | 70 650                  | 100,00                  |
| ↳ Votanti (% su iscritti)  | ↳ Votanti (% su iscritti)              | ↳ Votanti (% su iscritti)  | 29 816                  | 42,20                   |
| ↳ Astenuti (% su iscritti) | ↳ Astenuti (% su iscritti)             | ↳ Astenuti (% su iscritti) | 40 834                  | 57,80                   |
|                            |                                        |                            |                         |                         |
|                            | Esito: collegio confermato a Laburista |                            |                         |                         |

### Elezioni negli anni 2010
| Partito                    | Partito                                | Candidato                  | Risultati 12 dicembre 2019 | Risultati 12 dicembre 2019 |
| Partito                    | Partito                                | Candidato                  | Voti                       | %                          |
| -------------------------- | -------------------------------------- | -------------------------- | -------------------------- | -------------------------- |
|                            | Laburista                              | Karl Turner                | 12 713                     | 39,19                      |
|                            | Conservatore                           | Rachel Storer              | 11 474                     | 35,37                      |
|                            | Brexit                                 | Marten Hall                | 5 764                      | 17,77                      |
|                            | Lib Dem                                | Bob Morgan                 | 1 707                      | 5,26                       |
|                            | Verdi                                  | Julia Brown                | 784                        | 2,42                       |
|                            |                                        |                            |                            |                            |
| Iscritti                   | Iscritti                               | Iscritti                   | 65 745                     | 100,00                     |
| ↳ Votanti (% su iscritti)  | ↳ Votanti (% su iscritti)              | ↳ Votanti (% su iscritti)  | 32 442                     | 49,35                      |
| ↳ Astenuti (% su iscritti) | ↳ Astenuti (% su iscritti)             | ↳ Astenuti (% su iscritti) | 33 303                     | 50,65                      |
|                            |                                        |                            |                            |                            |
|                            | Esito: collegio confermato a Laburista |                            |                            |                            |

| Partito                    | Partito                                | Candidato                  | Risultati 8 giugno 2017 | Risultati 8 giugno 2017 |
| Partito                    | Partito                                | Candidato                  | Voti                    | %                       |
| -------------------------- | -------------------------------------- | -------------------------- | ----------------------- | ----------------------- |
|                            | Laburista                              | Karl Turner                | 21 355                  | 58,29                   |
|                            | Conservatore                           | Simon Burton               | 10 959                  | 29,91                   |
|                            | UKIP                                   | Mark Fox                   | 2 573                   | 7,02                    |
|                            | Lib Dem                                | Andrew Marchington         | 1 258                   | 3,43                    |
|                            | Verdi                                  | Julia Brown                | 493                     | 1,35                    |
|                            |                                        |                            |                         |                         |
| Iscritti                   | Iscritti                               | Iscritti                   | 66 003                  | 100,00                  |
| ↳ Votanti (% su iscritti)  | ↳ Votanti (% su iscritti)              | ↳ Votanti (% su iscritti)  | 36 698                  | 55,60                   |
| ↳ Astenuti (% su iscritti) | ↳ Astenuti (% su iscritti)             | ↳ Astenuti (% su iscritti) | 29 305                  | 44,40                   |
|                            |                                        |                            |                         |                         |
|                            | Esito: collegio confermato a Laburista |                            |                         |                         |

| Partito                    | Partito                                | Candidato                  | Risultati 7 maggio 2015 | Risultati 7 maggio 2015 |
| Partito                    | Partito                                | Candidato                  | Voti                    | %                       |
| -------------------------- | -------------------------------------- | -------------------------- | ----------------------- | ----------------------- |
|                            | Laburista                              | Karl Turner                | 18 180                  | 51,73                   |
|                            | UKIP                                   | Richard Barrett            | 7 861                   | 22,37                   |
|                            | Conservatore                           | Christine Mackay           | 5 593                   | 15,91                   |
|                            | Lib Dem                                | David Nolan                | 2 294                   | 6,53                    |
|                            | Verdi                                  | Sarah Walpole              | 806                     | 2,29                    |
|                            | Yorkshire                              | Martin Clayton             | 270                     | 0,77                    |
|                            | Fronte Nazionale                       | Mike Cooper                | 86                      | 0,24                    |
|                            | Social Democratici                     | Val Hoodless               | 54                      | 0,15                    |
|                            |                                        |                            |                         |                         |
| Iscritti                   | Iscritti                               | Iscritti                   | 65 567                  | 100,00                  |
| ↳ Votanti (% su iscritti)  | ↳ Votanti (% su iscritti)              | ↳ Votanti (% su iscritti)  | 35 144                  | 53,60                   |
| ↳ Astenuti (% su iscritti) | ↳ Astenuti (% su iscritti)             | ↳ Astenuti (% su iscritti) | 30 423                  | 46,40                   |
|                            |                                        |                            |                         |                         |
|                            | Esito: collegio confermato a Laburista |                            |                         |                         |

| Partito                    | Partito                                | Candidato                  | Risultati 6 maggio 2010 | Risultati 6 maggio 2010 |
| Partito                    | Partito                                | Candidato                  | Voti                    | %                       |
| -------------------------- | -------------------------------------- | -------------------------- | ----------------------- | ----------------------- |
|                            | Laburista                              | Karl Turner                | 16 387                  | 47,94                   |
|                            | Lib Dem                                | Jeremy Wilcock             | 7 790                   | 22,79                   |
|                            | Conservatore                           | Christine Mackay           | 5 667                   | 16,58                   |
|                            | UKIP                                   | Mike Hookem                | 2 745                   | 8,03                    |
|                            | BNP                                    | Joe Uttley                 | 880                     | 2,57                    |
|                            | Democratici                            | Mike Burton                | 715                     | 2,09                    |
|                            |                                        |                            |                         |                         |
| Iscritti                   | Iscritti                               | Iscritti                   | 67 557                  | 100,00                  |
| ↳ Votanti (% su iscritti)  | ↳ Votanti (% su iscritti)              | ↳ Votanti (% su iscritti)  | 34 184                  | 50,60                   |
| ↳ Astenuti (% su iscritti) | ↳ Astenuti (% su iscritti)             | ↳ Astenuti (% su iscritti) | 33 373                  | 49,40                   |
|                            |                                        |                            |                         |                         |
|                            | Esito: collegio confermato a Laburista |                            |                         |                         |

### Elezioni negli anni 2000
| Partito                    | Partito                                | Candidato                  | Risultati 5 maggio 2005 | Risultati 5 maggio 2005 |
| Partito                    | Partito                                | Candidato                  | Voti                    | %                       |
| -------------------------- | -------------------------------------- | -------------------------- | ----------------------- | ----------------------- |
|                            | Laburista                              | John Prescott              | 17 609                  | 56,76                   |
|                            | Lib Dem                                | Andy Sloan                 | 5 862                   | 18,90                   |
|                            | Conservatore                           | Katy Lindsay               | 4 038                   | 13,02                   |
|                            | BNP                                    | Alan Siddle                | 1 022                   | 3,29                    |
|                            | Liberale                               | Janet Toker                | 1 018                   | 3,28                    |
|                            | Veritas                                | Graham Morris              | 750                     | 2,42                    |
|                            | Indipendente                           | Roland Noon                | 334                     | 1,08                    |
|                            | Laburista Socialista                   | Linda Muir                 | 207                     | 0,67                    |
|                            | Legalise Cannabis                      | Carl Wagner                | 182                     | 0,59                    |
|                            |                                        |                            |                         |                         |
| Iscritti                   | Iscritti                               | Iscritti                   | 65 447                  | 100,00                  |
| ↳ Votanti (% su iscritti)  | ↳ Votanti (% su iscritti)              | ↳ Votanti (% su iscritti)  | 31 022                  | 47,40                   |
| ↳ Astenuti (% su iscritti) | ↳ Astenuti (% su iscritti)             | ↳ Astenuti (% su iscritti) | 34 425                  | 52,60                   |
|                            |                                        |                            |                         |                         |
|                            | Esito: collegio confermato a Laburista |                            |                         |                         |

| Partito                    | Partito                                | Candidato                  | Risultati 7 giugno 2001 | Risultati 7 giugno 2001 |
| Partito                    | Partito                                | Candidato                  | Voti                    | %                       |
| -------------------------- | -------------------------------------- | -------------------------- | ----------------------- | ----------------------- |
|                            | Laburista                              | John Prescott              | 19 938                  | 64,58                   |
|                            | Lib Dem                                | Jo Swinson                 | 4 613                   | 14,94                   |
|                            | Conservatore                           | Sandip Verma               | 4 276                   | 13,85                   |
|                            | UKIP                                   | Jeanette Jenkinson         | 1 218                   | 3,94                    |
|                            | Laburista Socialista                   | Linda Muir                 | 830                     | 2,69                    |
|                            |                                        |                            |                         |                         |
| Iscritti                   | Iscritti                               | Iscritti                   | 66 540                  | 100,00                  |
| ↳ Votanti (% su iscritti)  | ↳ Votanti (% su iscritti)              | ↳ Votanti (% su iscritti)  | 30 875                  | 46,40                   |
| ↳ Astenuti (% su iscritti) | ↳ Astenuti (% su iscritti)             | ↳ Astenuti (% su iscritti) | 35 665                  | 53,60                   |
|                            |                                        |                            |                         |                         |
|                            | Esito: collegio confermato a Laburista |                            |                         |                         |

## Risultati dei referendum

### Referendum sulla permanenza del Regno Unito nell'Unione europea del 2016
|             | Collegio                | Lasciare UE % | Rimanere in UE % |
| ----------- | ----------------------- | ------------- | ---------------- |
|             | Kingston upon Hull East | 72,6%         | 27,4%            |
| Inghilterra | 53,3%                   | 46,7%         |                  |
| Regno Unito | 51,9%                   | 48,1%         |                  |